# Telma Madeira
Telma Filipa Ramos Madeira (Póvoa de Varzim, 27 december 1999) is een Portugees model, actrice en schoonheidskoningin, winnaar van de Miss Universe Portugal 2022-wedstrijd.

## Biografie
Madeira is geboren en getogen in Póvoa de Varzim en het district Porto. Ze is een studente uit Porto en werkt als model.
Op 23 september 2017 nam Madeira deel aan de Miss Queen Portugal 2017-wedstrijd, die ze won. Op 3 november 2018 was Madeira de officiële vertegenwoordiger van Portugal in de Miss Earth 2018, waar ze eindigde in de Top 8 tijdens de finale van het evenement.
Op 6 juli 2022 werd Madeira gekroond tot Miss Universe Portugal 2022 en zal haar land vertegenwoordigen in de Miss Universe 2022-competitie.